# Železniška postaja Lipovci
Železniška postaja Lipovci je ena izmed železniških postaj v Sloveniji, ki oskrbuje bližnje naselje Beltinci.